# Robert Markowitz
Robert Markowitz (* 7. Februar 1935 in Irvington, New Jersey) ist ein US-amerikanischer Film- und Fernsehregisseur.

## Karriere
Markowitz drehte eine Reihe von Fernsehfilmen, darunter Das Phantom von Budapest (1983). Zum Sterben viel zu jung (1990), Die Purple Heart – Die Stunde des Helden  (1990), Ich kämpfe um mein Kind (1994) Die Ehre zu fliegen (1995), The Great Gatsby (2000), Gefährliches Doppelleben – The Pilot’s Wife (2003), Word of Honor (2003), Avenger (2006) und andere.
Er drehte auch Episoden von Delvecchio, Serpico und der Anthologie-Reihe Unglaubliche Geschichten. Sein letzter Film war der Fernsehfilm für TNT Avenger (2006) mit Sam Elliott und Timothy Hutton.

## Filmographie (Auswahl)
- 1966: The Face of Genius (Dokumentarfilm)
- 1979: Simmen der Liebe
- 1990: Zum Sterben viel zu jung
- 1995: Die Ehre zu fliegen
- 1997: Die Bibel – David
- 2000: Der große Gatsby (The Great Gatsby, Fernsehfilm)
- 2001: The Big Heist (Fernsehfilm)
- 2002: Gefährliches Doppelleben – The Pilot’s Wife (Fernsehfilm)
- 2003: Word of Honor
- 2005: Herzlos
- 2006: Avenger (Fernsehfilm)